# Тахарка
Тахарка (Taharqa) е нубийски фараон от кушитската Двадесет и пета династия на Древен Египет, управлявал през 690 – 664 г. пр.н.е.

## Произход и управление
Син е на фараон Пианхи. Благодарение на успехите на неговите предшественици, Кушитското царство (Мерое, в дн. Северен Судан) просперира и достига своя апогей при управлението на Тахарка. Начело на централизирана коалиция от нубийски африкански племена, кушитските царе преследват амбицията да установят властта си като фараони на Египет през Трети преходен период на Древен Египет. Горен Египет, включително Тива, попадат под управлението на нубийските фараони, докато останалата част се намирала в политически упадък и разединение, под доминацията на Асирийската империя от североизток.
В началото на царуването си Тахарка праща египетско-нубийска армия в помощ на Юдея, бунтуваща се против властта на асирийския цар Сенахериб. През 674 пр.н.е. Тахарка отблъсква нападението на асирийския цар Асархадон в източната част на Делтата, след което сключва съюз със финикийците от Тир насочен срещу Асирия.
През 671 пр.н.е. Асархадон обсажда Тир и започва поход в Египет, в който побеждава армията на Тахарка, окупира Делтата и превзема Мемфис. При бягството на Тахарка са пленени жените и синовете му. В Египет е установено асирийско управление – додекархия – под властта на местни автономни владетели.
Тахарка по-късно прави опити да възвърне владението си над Долен Египет и предприема нови настъпления на север по поречието на Нил, но не постига особен успех. След провала на последния си поход срещу асирийците през 664 г. пр.н.е. Тахарка умира в Тива и е наследен от Танутамун.